# Marcinów (powiat żagański)
Marcinów (niem. Merzdorf b. Sagan) – wieś w Polsce położona w województwie lubuskim, w powiecie żagańskim, w gminie Brzeźnica.
W latach 1975–1998 miejscowość należała administracyjnie do województwa zielonogórskiego.

## Nazwa
W kronice łacińskiej Liber fundationis episcopatus Vratislaviensis (pol. Księga uposażeń biskupstwa wrocławskiego) spisanej za czasów biskupa Henryka z Wierzbna w latach 1295–1305 miejscowość wymieniona jest w zlatynizowanej formie Martinivilla czyli po polsku "Wieś Marcina".

## Demografia
Liczba mieszkańców miejscowości w poszczególnych latach:
| Rok  | Ilość mieszkańców |
| ---- | ----------------- |
| 1998 | 121               |
| 2002 | 120               |
| 2009 | 121               |
| 2011 | 119               |
| 2021 | 97                |